# 石川浩司
石川 浩司（いしかわ こうじ、1961年7月3日 - ）は、日本のシンガーソングライター、空き缶収集家。東京農業大学第二高等学校卒業、和光大学人文学部中退。たま時代の通称はたまのランニング。

## 経歴
生まれは東京だが、1歳になる前に神奈川県に引っ越す。父は国家公務員で、蚕糸試験場に勤務。母は専業主婦。弟が2人いる。
虚弱体質だった幼少期は寝て過ごすことがほとんどだった。限られた動ける時間は思う存分好きに振る舞い、そしてまた寝込むという生活を送る。当時は楽することばかり考え、小学生のころ就きたいと思っていた仕事は、楽そうだからという理由から自転車での郵便配達員だった。また本好きだったため古本屋の店員にもなりたいと考えていた。
前橋市立城東小学校（小2〜4）、前橋市立敷島小学校（小5〜6）、前橋市立第三中学校を経て東京農業大学第二高等学校へ進学。高校卒業後、親の仕事の都合で茨城県へ引っ越す。二浪したのち、和光大学に合格するも、演劇のゼミに一年間通うのみで中退。友人の勧めで芸能山城組に所属するが、太鼓の基本を習った直後に辞めてしまう。脱退の理由は不器用で集団生活が苦手だったため。
その後、病院の深夜受付のアルバイトと並行し、北千住の「甚六屋」や江古田の「マーキー」、両国の「フォークロア・センター」などで弾き語りを始める。またたく間に彼の住む高円寺のアパートは、アンダーグラウンドで表現活動をしていた「地下生活者」たちのたまり場となる。同時期、当時高校生だった知久寿焼と「甚六屋」で出会っている。この頃同居者だった
盗見森(仮名)に持っていたレコードコレクションを盗られて質屋にうっ払われる災難に遭う。後に質屋で買い戻せるも盗られたレコードの半分しか買い戻せなかった。盗見森(仮名)は先輩故追い出せなかった。
音楽仲間の山下由と共に、彼らの表現の場として定例イベント「地下生活者の夜」を主催。自身も山下やその場にいる観客を加えた「ころばぬさきのつえ」というバンドを結成する。このころ、石川のライブの観客だった柳原陽一郎が突然自宅に訪れ、麻雀仲間として付き合いが始まった。
「地下生活者の夜」の出演者は、ほとんどがソロアーティストだったため徐々にマンネリ化していく。そんな折、25回目のイベント開催時、出演者同士による即席バンド結成を提案される。この時に石川と組むことになったのが知久と柳原であり、のちの「たま」結成へ繋がった。
たまでは、パーカッショニストとして活動。太鼓の他に湯桶や鍋などを打楽器として用い、「マダムソース」の前掛けをあしらった独自のパーカッションセットを使用。その音楽はシュールな歌詞に、アコースティックなサウンドを合わせた個性的なものだった。楽曲によってはオルガンなども演奏する。TBS系音楽番組『三宅裕司のいかすバンド天国』出身バンド（イカ天バンド）の代表格となり、ヒット曲「さよなら人類」で1990年のNHK紅白歌合戦へ出場。バンド内では、テレビドラマ『裸の大将放浪記』にて芦屋雁之助演じる山下清に類似した、坊主頭と白のランニングシャツ（タンクトップ）・半ズボンの服装がトレードマークであった。
バンドブーム終焉後も地道な活動を続けたが、たまは2003年10月に解散し、新たな活動を模索していく。ソロや他ミュージシャンとの共演をはじめ、一般からの依頼による「出前ライブ」などを行った。そのほか、同じくたまのメンバーだった知久と共に音楽ユニット「パスカルズ」として活動。ヨーロッパなど多くの海外公演を行い、フランスの新聞「ル・モンド」で紹介され、現地の音楽チャートにて1位を獲得。日本では『凪のお暇』『妻、小学生になる。』などの劇伴音楽を担当している。
音楽活動のほか、雑誌でのエッセイ連載や、書籍などもいくつか執筆している。その個性的なキャラクターで『ダウンタウンのガキの使いやあらへんで!!』『たけしの誰でもピカソ』などのTV番組へ出演。また2002年公開の映画『害虫』や2012年公開の大林宣彦監督映画『この空の花 -長岡花火物語』をはじめ、映画・舞台での役者としても活躍。なお石川の通称である「たまのランニング」は『ガキの使い』出演時に松本人志が命名したもの。
2000年6月1日に開店した、アート系レンタルショーケース（貸しギャラリー）の先がけとされるアートショップ「ニヒル牛」（西荻窪）をプロデュース。石川の妻である石川あるがオーナーを務めている。手作りによる雑貨・アクセサリー、自主制作のアート作品などを展示販売するスペースを賃貸するシステム。現在は、同様の形態をとる店舗が都内を中心に広まっている。
2023年9月30日、自身のX（旧Twitter）にて内臓疾患により救急車で運ばれ緊急入院したことを発表。一時は命に関わる状態だったが、約半月の入院を経て同年10月12日に退院。

## 人物・エピソード

### ミュージシャンとして
パーカッションを始めたきっかけは、20歳ごろイベント時にふざけて後ろで叩くのに良いだろうと、偶然燃えないごみの日に捨てられていたスネアドラムを拾ったことにはじまる。そのスネアドラムを所有するという理由からバンド結成の際にパーカッション担当となった。石川は「ちゃんとしたドラムは1回も叩いたことない」と発言している。
ギターを始めるきっかけは、簡単なコード3つ程度で作曲する三上寛のライブを観て「これならできそうだ」と触発されたことから。後年においても、いまだにFコードが押さえられないなど、演奏技術には自信がないという。
ミュージシャンとしての志が低いことを認めており、取材では「よっぽど大きな病気とかをしてない限り、インスタントラーメン食うぐらい稼げれば」と語っている。
プロデビュー後に使用するフロアタムは高橋幸宏のお下がりであると公表した。

### 坊主頭・ランニングシャツのスタイルについて
坊主頭である理由は2つ。石川自身「ぐうたら」を自認しており、ヘアスタイルよりも他にくだらないことを考えていたいため。若いころは長髪だったが、年を重ねぐうたら生活になったことで体重が増え皮脂が多くなり、長髪にすると髪に皮脂が付くため。
ランニングシャツを着用する理由は、ライブ中に暑くなり上半身裸になるため、初めから軽装なランニングを着てライブ出演したことがきっかけ。また、一見冴えない風体の人物が突如バンド演奏を見せるという敬愛する突然段ボールのスタイルに倣ったものでもある。
たま解散後はランニング以外を着用し、メディア出演時などにおける「ランニングを着てほしい」旨の依頼は基本的に断っていた。しかし大ファンである大林宣彦からオファーされた、『この空の花 長岡花火物語』（2012年）での山下清役にてランニングシャツを着用。これを契機に翌2013年から、ライブをはじめメディアでも再び身に付けるようになる。「役だからしょうがない」ということで映画出演には臨んだが、久しぶりに着用した感覚は意外にも良好で、一度封印したランニングシャツを再び着用までの間は自分を偽っていたと感じたという。

### コレクターとして
コレクションの一部は、公式ホームページにて紹介されている。
缶コレクター。これまで口にしたドリンク類の空き缶を約3万種類以上所蔵している。地方や海外での旅行の際に見つけた珍品も多い。きっかけは、たまでの活動中、ツアーで和歌山県へ訪れた際、関西のみ販売されていた「掛布みかんジュース」（当時現役だった掛布雅之＜阪神タイガース＞のイラストが描かれた飲料）を購入し、缶を持ち帰ったことから。2017年の取材によると、缶を保管する広さが確保できる部屋を借りるため、東京より家賃の低い埼玉を選んだが、2021年に再び東京へ引っ越したという。2019年、コレクションをまとめた書籍『懐かしの空き缶大図鑑』（東海教育研究所）を出版した。
人生で初となるコレクションは幼稚園から小学1年生ごろまで収集したマッチ。しかし子供の収集力には限界があると悟り断念。中学生のころは旅行好きだったが、一人で旅行に行けるわけもなくせめて妄想の中で旅をすべく観光パンフレットを収集した。その情熱は、お年玉全額をはがき購入に充て、各市町村役場の観光課へパンフレットを求める手紙を送るほどだった。こうした行動で、役場関係者が石川の名前と住所を完全に認識し、仮に住所が誤っていてもパンフレットはすべて自宅に届くようになった。
そのほかのコレクションは以下のとおり。
- インスタントラーメンの袋（ベビースターラーメンのようなラーメンスナックの袋も含む）。
- カップ麺の蓋（後述の「イラスト図鑑 インスタントラーメン」は、石川のコレクションを掲載した書籍）。
- 納豆のパッケージ。
- レトロなパッケージの衛生用マスク（パッケージごと）。

### その他
相貌失認の自覚症状がある。

## 作品
楽曲は音源化されているものを記載。
たま時代の作品についてはたまの欄を、パスカルズについてはパスカルズ公式サイトを参照。

### ソロ
- おいしいうそがいっぱい（2003年）
現在廃盤。2013年7月より自主音楽配信サイト・ウキュピレコードにて配信。
- 玄関（2015年）
ライブ会場・ニヒル牛・ウキュピレコード配信にて販売。
- マトリョーシカ（2016年）
ライブ会場・ニヒル牛にて販売。
- 21才（2020年）
ライブ会場・ニヒル牛にて販売。限定100枚。その後、自主音楽配信サイト・ウキュピレコードにて配信。
- ラザニア（2025年）
各楽曲はバタタケンチ編曲。収録4曲はサブスク先行配信。ジャケットイラストはアニメーターの金子志津枝描き下ろし。

### 参加ユニット
ホルモン鉄道 - 大谷氏（旧：大谷シロヒトリ）とのユニット。
- ホルモン鉄道（1996年）
- ニューホルモン鉄道（2008年）
- Go!Go!ホルモン鉄道（2014年）
- 哀愁のホルモン鉄道（2017年）

石川浩司+突然段ボール
- ワカラナイ（1995年）
- 管轄外/石川浩司+突然段ボール+おにんこ（2001年）

THE LOCAL PROJECT - BARAMON、ミックスナッツハウスとのユニット。
- 里もっちEP（2015年）[22]

えんがわ - カイ（BELLRING少女ハート）、宇佐蔵べに（あヴぁんだんど）とのユニット。
- おばんざいTOKYO／オー・シャンゼリゼ（2016年）

Mont.Barbara（モンバーバラ） - 詳細は公式サイトを参照。

### その他
- 雨の日の水族館（朗読参加）（2002年）
- みそしるの唄/うたうたいりりぃ（MV参加）（2019年）
- くるくるぱー/ソノシータ＠（MV参加）（2019年）
- あがってエレベーター/カラクリキネマ（演奏参加）（2020年）

## 書籍
- イラスト図鑑 インスタントラーメン（1995年、同文書院） ISBN 4-8103-7242-1
- すごろく旅行のすすめ―ニッポン桃源郷案内（1996年、筑摩書房）ISBN 978-4480813954
- すごろく旅行日和―だれもしらない観光地を歩こう!（2000年、メディアファクトリー）ISBN 978-4840100236
- おとなのなぞなぞ ~Riddle For Adult~（2003年、主婦と生活社）ISBN 978-4391128628
- 「たま」という船に乗っていた（2004年、ぴあ株式会社） ISBN 978-4835609096
絶版後、出版社の許諾を得て公式ウェブサイト上に全文公開されていたが、後述のコミカライズ版連載開始を機に終了。
  - 「たま」という船に乗っていた 増補改訂版（2023年、双葉社） ISBN 978-4575317893
- 懐かしの空き缶大図鑑 石川浩司のお宝コレクション（2019年、東海教育研究所） ISBN 978-4924523029
- 「たま」という船に乗っていた さよなら人類編（2022年、双葉社） ISBN 978-4575317152
- 「たま」という船に乗っていた らんちう編（2024年、双葉社） ISBN 978-4575318784
漫画：原田高夕己。WEBコミックアクション連載。石川の原作を元に藤子不二雄Ⓐ『まんが道』風の構成・画風でコミカライズ。
- 地味町ひとり散歩〜「たま」のランニングの大将放浪記〜（2025年、双葉社） ISBN 978-4575319583
ウェブマガジン「DANRO」の連載コラムを収録。

## 俳優業

### 映画
- 害虫（2002年）- キュウゾウ 役
- 善人（2011年）
- 劇場版 SPEC〜天〜（2012年）- ループ親父 役
- この空の花 -長岡花火物語（2012年）- 山下清 役
- 馬の骨（2018年） - 本人 役

### 劇場アニメ
- 窓ぎわのトットちゃん（2023年） - 自由が丘の駅員 役

### 舞台
- 雰囲気のある死体（2006年・劇団うわの空・藤志郎一座）
- 12人はご機嫌ななめ（2006年・劇団うわの空・藤志郎一座）
- 桜 -sakura -（2007年・劇団うわの空・藤志郎一座）
- どん底（2008年・シアターコクーン公演）
- 祈りと怪物（2012年〜2013年・シアターコクーン公演）

### テレビ吹替・ナレーション
- ストレイシープの大冒険 - ナレーション
- ジャム・ザ・ハウスネイル - ウィリー 役
- 無意味良品 - 声の出演
- 任天堂「星のカービィ 夢の泉の物語」店頭用ビデオ - ナレーション

他